# Benton County (Oregon)
Benton County je okres ve státě Oregon v USA. K roku 2010 zde žilo 85 579 obyvatel. Správním městem okresu je Corvallis. Celková rozloha okresu činí 1 759 km².

## Sousední okresy
| Růžice kompasu |                | Polk County            |             | Růžice kompasu |
| Růžice kompasu | Lincoln County | Sever                  | Linn County | Růžice kompasu |
| Růžice kompasu | Lincoln County | Benton County (Oregon) | Linn County | Růžice kompasu |
| Růžice kompasu | Lincoln County | Jih                    | Linn County | Růžice kompasu |
| Růžice kompasu | Lane County    |                        |             | Růžice kompasu |